# Amage scotica
Amage scotica är en ringmaskart som beskrevs av Clark 1952. Amage scotica ingår i släktet Amage och familjen Ampharetidae. Arten har ej påträffats i Sverige. Inga underarter finns listade i Catalogue of Life.